# شهرستان جزیره وایت
شهرستان جزیره وایت (به انگلیسی: Isle of Wight County) یک منطقهٔ مسکونی در ایالات متحده آمریکا است که در ویرجینیا واقع شده‌است. شهرستان جزیره وایت ۹۴۰٫۱۷ کیلومتر مربع مساحت و ۳۵٬۲۷۰ نفر جمعیت دارد.